# ボルツ
ボルツ（モンゴル語: борц,ᠪᠣᠷᠴᠠ borts）は、モンゴルの伝統的な保存食のひとつ。
家畜の肉を乾燥させて干し肉とし、それをさらに細かくほぐしたものである。肉には主に牛が使われる。
モンゴル帝国の時代以前から存在し、兵士の携行食のひとつであった。携行には皮袋や牛の膀胱でできた袋を使っていた。
元来は、そのままの状態で食べる携行食であるが、煮物料理に入れてダシとして用いることもある。
厳密には、細かくほぐしたものでないとボルツとは呼べないのだが、共産国時代に行われた定住化政策などの影響により、ほぐしていない状態の干肉もボルツと呼ぶようになった。
もちろんそのままでは硬すぎて食べられないので、料理に使うに際には金槌などで砕き、湯で戻してから使用する。
モンゴル出身の力士が来日の際に、ソウルフードとして（自家消費用として）持ち込むことがある。